# Цианид индия(III)-калия
Цианид индия(III)-калия — неорганическое соединение,
комплексная соль калия, индия и синильной кислоты с формулой K3In(CN)6,
кристаллы.

## Физические свойства
Цианид индия(III)-калия образует кристаллы
ромбической сингонии,
пространственная группа P cnb,
параметры ячейки a = 1,053 нм, b = 1,370 нм, c = 0,834 нм, Z = 4.